# Frank Spitzer
Frank Ludwig Spitzer (né le 24 juillet 1926 à Vienne (Autriche) et mort le 1er février 1992) est un mathématicien américain d'origine autrichienne qui a travaillé en théorie des probabilités.

## Biographie
Frank Spitzer est né à Vienne, en Autriche, le 24 juillet 1926, dans une famille juive. Son père était avocat. Quand Frank avait environ douze ans, ses parents l'ont envoyé dans un camp d'été pour enfants juifs en Suède. Ce camp était peut-être destiné à faciliter la sortie d'enfants juifs du territoire tenu par les Nazis ou menacé par les Nazis. Les parents de Frank l'ont rapidement informé que la situation en Autriche était trop dangereuse pour qu'il puisse y retourner, et Frank a donc passé la Seconde Guerre mondiale en Suède. Il y a vécu successivement dans deux familles suédoises, a appris le suédois et y a fait ses études secondaires. Il a également étudié à la Kungliga tekniska högskolan de Stockholm pour une année.  Pendant la guerre, ses parents et sa sœur ont pu se rendre aux États-Unis en traversant la partie inoccupée de la France et de l'Afrique du Nord. Après la guerre, Frank les a rejoints aux États-Unis, où il entra rapidement dans l'armée. 
Après avoir terminé son service militaire en 1947, Spitzer entre à l'Université du Michigan à Ann Arbor pour étudier les mathématiques. Il obtient son baccalauréat et son doctorat, en seulement six ans (1947-1953) car il a réussi à faire valider les cours suivis en Suède. Il a passé une partie de cette période à l'université de Princeton où il a notamment rencontré  William Feller.
Frank Spitzer a d'abord été instructeur au California Institute of Technology de 1953 à 1955 et professeur assistant de 1955 à 1958. En 1958 il rejoint l'université du Minnesota où il est professeur associé de 1958 à 1961, puis il est à partir de 1961 professeur à l'université Cornell. 
Il était chercheur invité au Institute for Advanced Study et à l'Institut Mittag-Leffler. Il était membre de la  National Academy of Sciences (1981) et Guggenheim Fellow.

## Recherche
Spitzer a apporté des contributions fondamentales en théorie des probabilités, y compris la théorie des marches aléatoires, théorie des fluctuations, théorie de la percolation, sur la saucisse de Wiener (en), et surtout en théorie de systèmes de particules en interaction (en). Il a choisi de se concentrer plutôt sur des phénomènes que sur les théorèmes qui pourraient contribuer à expliquer un phénomène donné. Son livre Principles of Random Walk, publié en 1964, continue à être un classique fréquemment cité.

## Publications
- Frank Spitzer, Principles of Random Walk, New York-Heidelberg, Springer-Verlag, coll. « Graduate Texts in Mathematics » (no 34), 1964, xii+408 (ISBN 978-1-4757-4229-9, MR 0171290, lire en ligne)